# Communauté de communes Vallées de l'Orne et de l'Odon
La communauté de communes Vallées de l'Orne et de l'Odon est une communauté de communes française située dans le département du Calvados, en région Normandie.

## Historique
Elle est créée le 1er janvier 2017 par la fusion des communautés de communes d'Évrecy-Orne-Odon et de la Vallée de l'Orne. À terme, elle pourrait rejoindre la communauté urbaine Caen la Mer, créée à la même date.
À la même date, les communes de Clinchamps-sur-Orne et de Laize-la-Ville fusionnent pour constituer la commune nouvelle de Laize-Clinchamps.
Le 1er janvier 2025, les communes de May-sur-Orne et de Saint-Martin-de-Fontenay fusionnent au sein de la commune nouvelle de Saint-Martin-de-May.

## Territoire communautaire

### Géographie
Située dans le centre du département du Calvados, la communauté de communes Vallées de l'Orne et de l'Odon regroupe 23 communes et s'étend sur 130,2 km2.

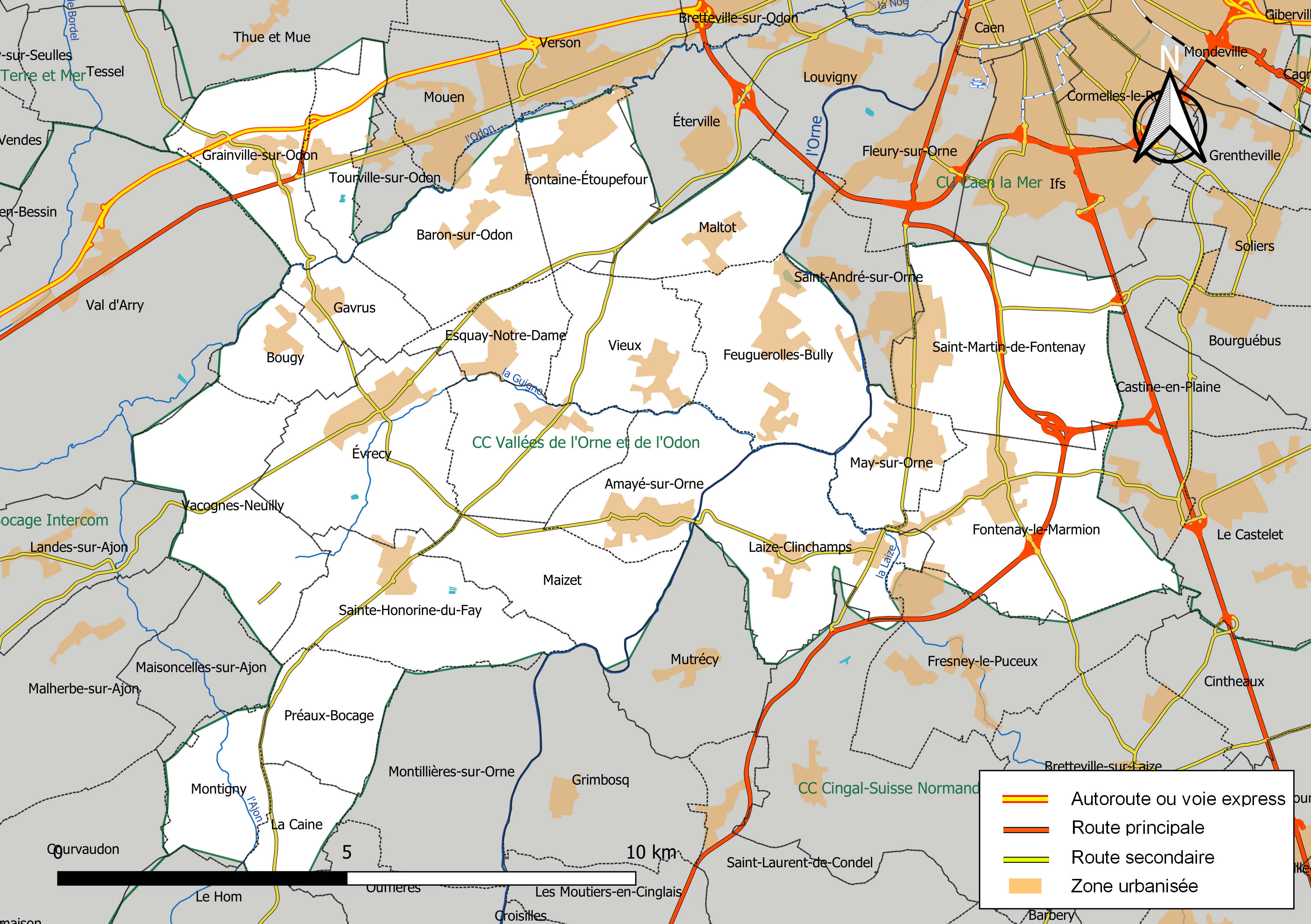
Carte de la communauté de communes Vallées de l'Orne et de l'Odon au 1er janvier 2019.

### Composition
La communauté de communes est composée des 22 communes suivantes :

| Nom                    | Code Insee | Gentilé                | Superficie (km2) | Population (dernière pop. légale) | Densité (hab./km2) |
| ---------------------- | ---------- | ---------------------- | ---------------- | --------------------------------- | ------------------ |
| Évrecy (siège)         | 14257      | Ébrocéens              | 8,31             | 2 052 (2022)                      | 247                |
| Amayé-sur-Orne         | 14006      | Amayéens               | 5,29             | 1 070 (2022)                      | 202                |
| Avenay                 | 14034      |                        | 5,62             | 561 (2022)                        | 100                |
| Baron-sur-Odon         | 14042      | Baronnais              | 6,43             | 1 104 (2022)                      | 172                |
| Bougy                  | 14089      | Bougiens               | 3,03             | 381 (2022)                        | 126                |
| La Caine               | 14122      | La Cainais             | 2,41             | 160 (2022)                        | 66                 |
| Esquay-Notre-Dame      | 14249      | Esquayens              | 3,02             | 1 447 (2022)                      | 479                |
| Feuguerolles-Bully     | 14266      | Feuguerollais-Bulliens | 8,18             | 1 512 (2022)                      | 185                |
| Fontaine-Étoupefour    | 14274      | Stoupefontainois       | 5,08             | 2 812 (2022)                      | 554                |
| Fontenay-le-Marmion    | 14277      | Fontenaysiens          | 10,16            | 2 040 (2022)                      | 201                |
| Gavrus                 | 14297      | Gavrusiens             | 2,71             | 623 (2022)                        | 230                |
| Grainville-sur-Odon    | 14311      | Grainvillais           | 5,26             | 1 078 (2022)                      | 205                |
| Laize-Clinchamps       | 14349      |                        | 8,13             | 2 150 (2022)                      | 264                |
| Maizet                 | 14393      | Maizetois              | 5,72             | 364 (2022)                        | 64                 |
| Maltot                 | 14396      | Maltutais              | 4,24             | 1 044 (2022)                      | 246                |
| Mondrainville          | 14438      | Mondrainvillais        | 3,17             | 584 (2022)                        | 184                |
| Montigny               | 14446      | Montignais             | 3,91             | 90 (2022)                         | 23                 |
| Préaux-Bocage          | 14519      | Préauxois              | 4,32             | 113 (2022)                        | 26                 |
| Saint-Martin-de-May    | 14408      |                        | 14,21            | 4 528 (2022)                      | 319                |
| Sainte-Honorine-du-Fay | 14592      | Fayacains              | 7,56             | 1 333 (2022)                      | 176                |
| Vacognes-Neuilly       | 14721      |                        | 7,9              | 680 (2022)                        | 86                 |
| Vieux                  | 14747      | Viducasses             | 5,5              | 710 (2022)                        | 129                |

### Démographie
| 1968  | 1975   | 1982   | 1990   | 1999   | 2010   | 2015   | 2022   |
| ----- | ------ | ------ | ------ | ------ | ------ | ------ | ------ |
| 9 110 | 11 263 | 14 235 | 17 079 | 18 071 | 22 595 | 24 733 | 26 436 |

## Administration

### Siège
Le siège de la communauté de communes est situé à Évrecy.

### Les élus
Le conseil communautaire de la communauté de communes se compose de 39 conseillers, représentant chacune des communes membres et élus pour une durée de six ans.
Ils sont répartis comme suit :
| Nombre de conseillers | Communes                                                           |
| --------------------- | ------------------------------------------------------------------ |
| 7                     | Saint-Martin-de-May                                                |
| 3                     | Évrecy, Fontaine-Étoupefour, Fontenay-le-Marmion, Laize-Clinchamps |
| 2                     | Esquay-Notre-Dame, Feuguerolles-Bully, Sainte-Honorine-du-Fay      |
| 1 (+1 suppléant)      | les 14 autres communes                                             |

### Présidence
| Période      | Période      | Identité       | Étiquette | Qualité                              |
| ------------ | ------------ | -------------- | --------- | ------------------------------------ |
| Janvier 2017 | Juillet 2020 | Bernard Énault | SE        | Maire de Fontaine-Étoupefour         |
| Juillet 2020 | En cours     | Hubert Picard  | SE        | Maire délégué de Clinchamps-sur-Orne |

### Régime fiscal et budget
Le régime fiscal de la communauté de communes est la fiscalité professionnelle unique (FPU).